# 上杉清方
上杉清方（1412年－1444年）是室町時代中期的武將。上條上杉家的家祖。父親是上杉房方。越後上條城城主。在實兄上杉憲實隱居後，兼任山內上杉家當主，亦有可能兼任關東管領和武藏守護。

## 生平
在應永19年（1412年）出生，家中末男。越後守護職由兄長朝方和賴方繼承，而三兄憲實則繼承山內上杉家並成為關東管領。因此被予刈羽郡鵜川莊上條一地，並分家成為上條上杉家。
永享元年（1428年），鎌倉公方足利持氏計劃取代越後守護代長尾邦景，而得到邦景通報的將軍足利義教向清方發出協助邦景並與持氏對抗的御教書（『滿濟准后日記』）。永享9年（1437年），敘任兵庫頭（『薩戒記目錄』）。
在持氏自殺，鎌倉公方滅亡的永享之亂後，被隱居的憲實讓予關東管領和山內上杉家的家督（而關東管領亦有兼任武藏守護的慣例，因此亦被讓予該職）。不過室町幕府並沒有承認憲實引退，而把清方視作憲實的代理，另一方面，則承認山內上杉家的家督繼承，清方被上杉家家臣稱為「清方被官」（『結城戰場記』），而家宰長尾忠政和武藏守護代長尾景仲亦受清方的命令，進行發出文書和實際的政務。在結城合戰之際，與上杉持朝和上杉持房、上杉教朝等人一同率領軍勢戰鬥，把結城氏朝等持氏派殘黨殺死，並捕獲持氏的遺兒春王丸、安王丸等人並護送至京都（捕獲者是越後守護代長尾實景）。嘉吉2年（1442年）5月，憲實與持氏一方的殘黨岩松氏等人交戰終結並歸還鎌倉後，完全從政務中引退，因此在此月以後，清方是名實兼有的關東管領（黑田基樹說）。
不久後死去，『續本朝通鑑』記載死去年份是文安3年（1446年），但是在文安元年（1444年）8月，有本應已隱居並把全部所領讓予清方的憲實向次男龍春（後來的房顯）寫成讓状，以及清方的菩提寺長泉寺是在文安2年（1445年）建造，因此在文安元年死去後，山內上杉家的家督再度空白。
關於死因，有在越中自殺的説法（『上杉略譜』），但是毫無根據。